# WakeMed Soccer Park
Il WakeMed Soccer Park è un centro sportivo calcistico ubicato a Cary, North Carolina, Stati Uniti d'America.
 Inaugurato ufficialmente nel 2002, l'impianto ospita le partite casalinghe del North Carolina FC, squadra della USL Championship, della sua squadra Under-23, e del North Carolina Courage, squadra della National Women's Soccer League.
La struttura, di proprietà della Contea di Wake, è gestita dalla Città di Cary e ha una capienza di 10.000 posti a sedere.

## Caratteristiche strutturali
L’Heart Health Park ha una struttura aperta su un lato, in quanto a sud è privo di tribune, ma ospita l’area VIP. A nord vi è invece la curva, sede del Tower Bridge Battalion, il gruppo di tifosi organizzati del Sacramento Republic.
Le panchine delle squadre e i posti premium si trovano lungo il lato ovest del campo.

## Storia

### Costruzione
La costruzione dello stadio ebbe inizio nel marzo 2014, dopo l’approvazione da parte del Consiglio di amministrazione del Cal Expo. Il finanziamento dell’impianto derivò da un accordo tra Ovations Food Services, Cal Expo e il Sacramento Republic Football Club. Inizialmente, l’inaugurazione ufficiale era prevista per la partita del 7 giugno tra il Republic e l’Arizona United, ma la data venne posticipata di due settimane. L’apertura ufficiale avvenne quindi il 20 giugno, con la partita contro la squadra riserve dei Colorado Rapids, conclusasi con una vittoria per il Republic.

### Diritti di denominazione
Il nome originario dello stadio era Cal Expo Multi-Use Sports Field Facility, ma il 21 aprile 2014 il presidente del Sacramento Republic, Warren Smith, annunciò un accordo pluriennale con l’azienda Bonney Plumbing, Heating, Air and Rooter Service per i diritti di denominazione dello stadio, che fu così rinominato Bonney Field.
Il 9 marzo 2017, il club annunciò un nuovo accordo di diritti di denominazione, questa volta con la catena di pizzerie Papa Murphy's, che portò al cambio del nome in Papa Murphy's Park.
Il 5 maggio 2021, il Sacramento Republic firmò un ulteriore accordo di sponsorizzazione con Western Health Advantage, rinominando l’impianto Heart Health Park.

### Calcio
Dalla sua inaugurazione nel 2014, l'Heart Health Park è lo stadio di casa del Sacramento Republic Football Club, squadra che milita nella USL Championship (precedentemente USL Pro). Il club disputò la sua prima partita nell’impianto il 20 giugno 2014.
Oltre agli incontri di campionato, lo stadio ha ospitato diverse amichevoli internazionali del Republic contro squadre straniere, tra cui il Club Atlas della Liga MX messicana, i Rangers della Scottish Premiership e il West Bromwich Albion della Premier League inglese.

### Rugby a 15
L’Heart Health Park è stato anche sede dei Sacramento Express, squadra che ha partecipato al campionato PRO Rugby, la prima lega professionistica di rugby a 15 negli Stati Uniti.
Lo stadio ha inoltre ospitato diversi incontri della Nazionale Statunitense, accogliendo eventi di rilievo a livello nazionale e mondiale.

### Espansione
Dopo una stagione inaugurale di grande successo per il Sacramento Republic, che registrò 16 sold out su 17 partite casalinghe e la vittoria del campionato USL Pro all’Heart Health Park, il presidente Warren Smith annunciò l'intenzione di ampliare lo stadio con l'aggiunta di 2.000-3.000 posti a sedere in vista della stagione 2015 della USL Pro.
Il progetto di espansione, che comportò il rinvio della prima partita casalinga del 2015, portò all'aggiunta di circa 1.300 posti laterali, 2.500 posti lungo le linee di fondo e a un’area mercato ampliata.